# Marek Cieplak
Marek Cieplak (ur. 8 grudnia 1950, zm. 31 grudnia 2021) – polski fizyk, prof. dr hab.

## Życiorys
Studiował w University of Pittsburgh oraz na Wydziale Fizyki Uniwersytetu Warszawskiego; 8 sierpnia 1977 obronił pracę doktorską, w 1984 uzyskał stopień doktora habilitowanego. 10 maja 1995 nadano mu tytuł profesora w zakresie nauk fizycznych. Prowadził badania w zakresie fizyki statystycznej, fizyki ciała stałego i fizyki biologicznej najpierw w Instytucie Fizyki Teoretycznej Wydziału Fizyki UW, a od 1989 r. w Instytucie Fizyki Polskiej Akademii Nauk oraz w instytucjach akademickich w USA, Szwecji, Niemczech, Włoszech i Meksyku; autor kilkuset publikacji cytowanych ok. pięć tysięcy razy; przez ćwierć wieku wykładowca letnich kursów fizyki w Rutgers University i Johns Hopkins University (USA), promotor kilkunastu prac doktorskich i magisterskich, członek Rady Naukowej Instytutu Fizyki PAN, inicjator tematyki biofizycznej w IF PAN, założyciel i kierownik Środowiskowego Laboratorium Fizyki Biologicznej, spiritus movens serii międzynarodowych konferencji naukowych „Biomolecules and Nanostructures”, członek towarzystw naukowych i rad redakcyjnych czasopism naukowych, Komitetu Fizyki na III Wydziale Nauk Ścisłych i Nauk o Ziemi Polskiej Akademii Nauk, członek zarządu Journal of Physics: Condensed Matter i komitetu redakcyjnego Acta Physica Polonica A. 
Zmarł 31 grudnia 2021.